# Palanca
O termo palanca é uma designação comum aos antílopes do gênero Hippotragus, originários da África. Esse gênero de bovídeos faz parte da tribo Hippotragini, da subfamília Antilopinae. Devido ao seu tamanho e estrutura robusta, são por vezes designados antílopes-cavalos. Em Moçambique, são conhecidas como pala-palas.

## Espécies
Tal gênero possui três espécies:
- Hippotragus equinus ― Palanca-vermelha
- † Hippotragus leucophaeus ― Palanca-azul
- Hippotragus niger ― Palanca-negra